# Cat Power

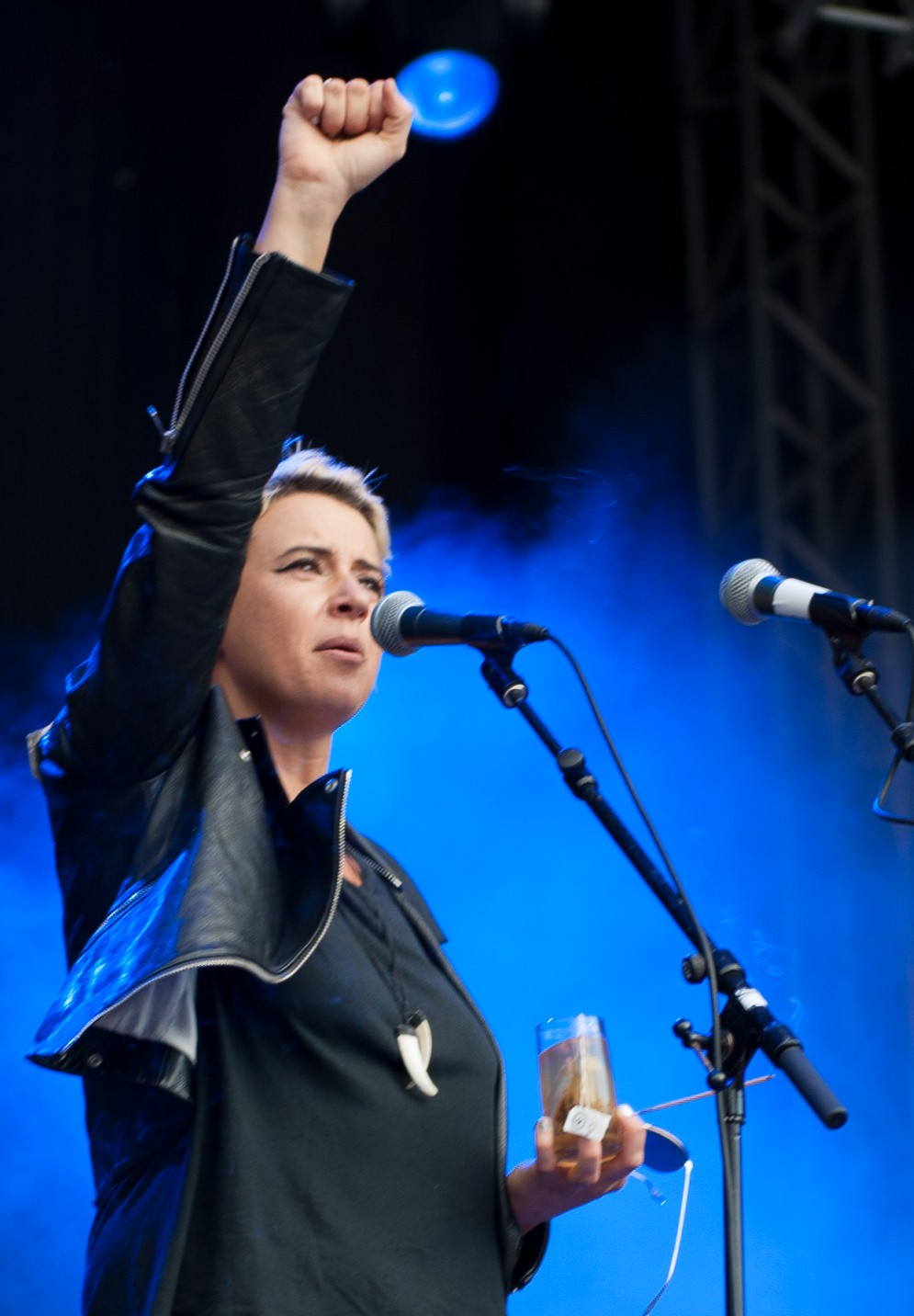
Cat Power, 2011

Cat Power (* 21. Januar 1972 als Charlyn Marie Marshall in Atlanta) ist eine US-amerikanische Musikerin und Songwriterin des Alternative Country. Sie tritt solo und mit wechselnden Begleitmusikern auf.

## Biografie, Werk

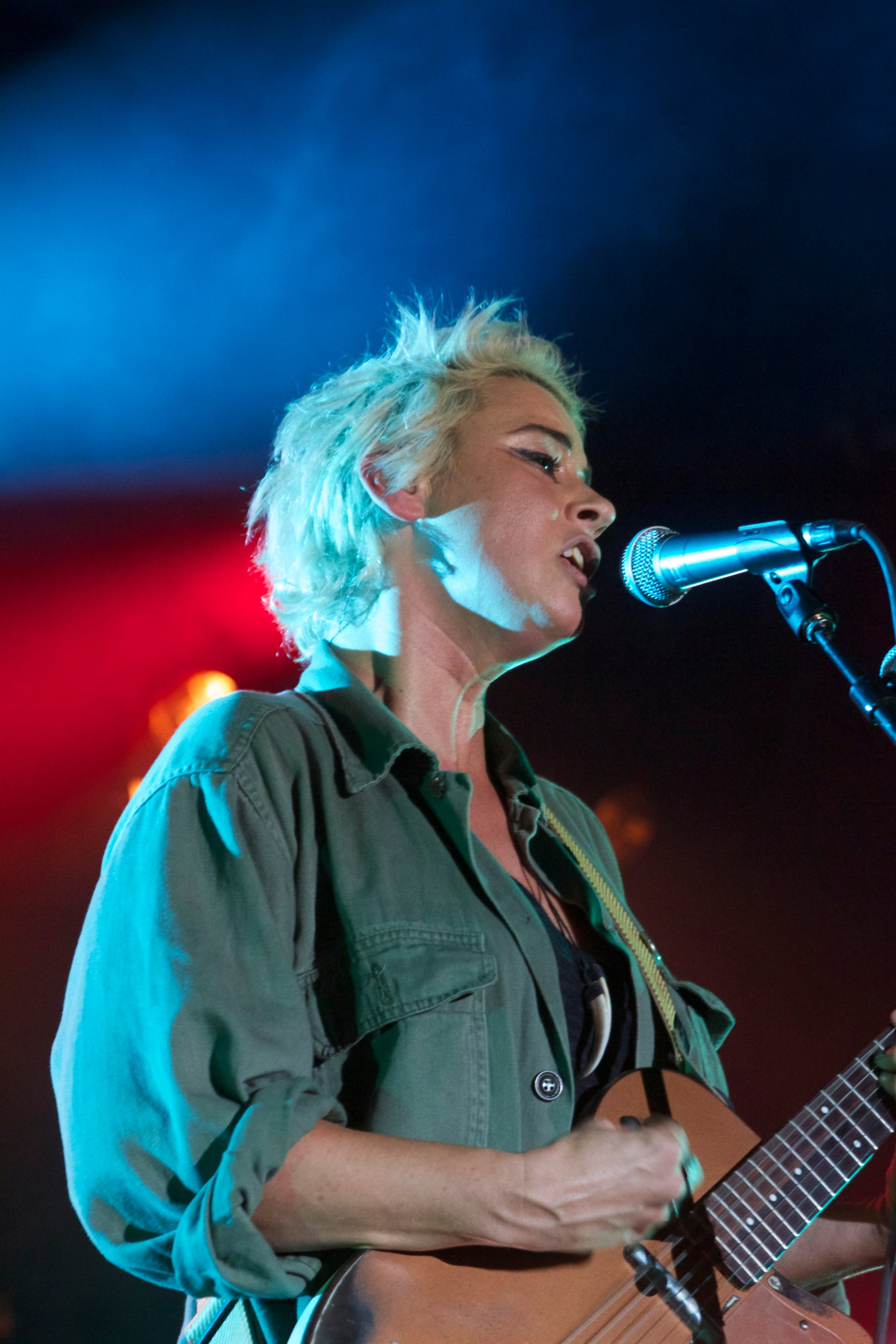
Cat Power, 2013

Power wurde 1972 als Charlyn Marie Marshall in Atlanta geboren und wuchs als Kind getrenntlebender Hippie-Eltern im Süden der USA auf. Ihr Vater war Musiker, missbilligte jedoch die musikalischen Ambitionen seiner Tochter.
In der Schule bekam sie den Spitznamen Chan. Sie verließ die High School ohne Abschluss. Mit Glen Thrasher und Mark Moore gründete sie in Atlanta die Band Cat Power. Danach zog sie nach New York City um. Als sie 1994 im Vorprogramm von Liz Phair spielte, lernte sie Steve Shelley von Sonic Youth und Tim Foljahn von Two Dollar Guitar kennen. Diese ermutigten sie zum Aufnehmen und waren Gastmusiker auf ihren ersten beiden Alben Dear Sir (1995) und Myra Lee (1996). 1996 bekam sie einen Vertrag bei Matador Records, wo ihr drittes Album What Would the Community Think erschien, auf dem unter anderem der Song Nude as the News zu finden ist.
Das Album Moon Pix wurde 1998 in Australien aufgenommen. Darauf sind u. a. Mick Turner und Jim White von der Band Dirty Three als Begleitmusiker zu hören. Mit diesem Album und der Single Cross Bones Style festigte sie ihren Status bei Kritikern und Fans. In diesen Jahren tourte sie um die Welt, wo sie zumeist in kleineren, aber häufig ausverkauften Clubs spielte. Im Jahr 2000 veröffentlichte sie das Album The Covers Record mit ausgewählten Coversongs und nur einem eigenen Stück. Die Aufnahmen stammten aus verschiedenen Sessions der vorangegangenen zwei Jahre. Neues eigenes Material veröffentlichte sie erst 2003 auf You Are Free. Gastmusiker waren hier unter anderem Eddie Vedder, Dave Grohl und Warren Ellis von Dirty Three. Als eine Inspiration für das Album gab Marshall den Film Good Will Hunting (1997) von Gus Van Sant an.
2004 erschien die DVD Speaking for Trees. Sie enthält fast zwei Stunden Filmmaterial, die sie in einem Wald musizierend zeigen. Die dazugehörige Audio-CD enthält unter anderem den 18-minütigen Song Willie Deadwilder, bei dem sie von M. Ward auf der Gitarre begleitet wird. Im Juni 2005 trat Cat Power in London bei dem von Patti Smith kuratierten Meltdown Festival auf. Das Album The Greatest erschien im Januar 2006. Sie ging für die Aufnahmen nach Memphis und hat unter anderem den Gitarristen von Al Green, Teenie Hodges einbezogen. Das Album ist – anders als seine oft kargen Vorgänger – sehr großzügig instrumentiert. Neben Piano und Gitarre kommen in vielen Songs Bläser, Saxophon oder eine Country-Instrumentierung zum Einsatz.
Wegen Alkoholkrankheit und psychischer Probleme war sie mehrfach in klinischer Behandlung und sagte deshalb auch 2006 die zur Veröffentlichung von The Greatest geplante US-Tournee ab. Im selben Jahr kehrte sie mit mehreren Festivalauftritten auf US-amerikanische Bühnen zurück, und im Frühjahr 2007 tourte sie durch Westeuropa. 2006/2007 arbeitete sie an dem Wong-Kar-Wai-Film My Blueberry Nights mit. Sie lieferte Musik für den Soundtrack (die Songs Living Proof und The Greatest aus dem gleichnamigen Album) und agierte als Schauspielerin.
Das 2008 veröffentlichte Album Jukebox enthält mit Metal Heart und Song to Bobby zwei Eigenkompositionen; die weiteren elf Songs sind Coverversionen von Songs wie New York, I Believe in You (Bob Dylan), Blue (Joni Mitchell) und Ramblin' Woman (Hank Williams). Im November 2023 veröffentlichte sie unter dem britischen Label Domino Records das Album Cat Power sings Dylan: The 1966 Royal Albert Hall Concert mit einem Live-Cover aus der Royal Albert Hall in London vom November 2022 des Bob-Dylan-Konzerts von 1966 in Manchester.

## Stil
Ihre Musik ist meist minimalistisch, mit sparsamen Gitarren- und Pianoklängen begleitet sie sich selbst, oft unterstützt von einer Violine, Schlagzeug oder anderen Instrumenten. Ihr Gesang steht in der Tradition des Folk, Blues und Country der Südstaaten. Manche Konzerte enthalten längere Phasen improvisierter Musik.

## Zusammenarbeit mit anderen Musikern
2004 war sie auf dem Album White People der Handsome Boy Modeling School zu hören, ebenso arbeitete sie mit Howe Gelb von Giant Sand bei seinem Nebenprojekt The Band of Blacky Ranchette zusammen. Des Weiteren ist sie in der The-Flaming-Lips-Dokumentation The Fearless Freaks zu sehen. Im Film V wie Vendetta ist sie ebenfalls zu hören, dazu auch auf dem Soundtrack des Films mit dem Song I Found a Reason. Zudem gehört ihr Song Werewolf vom Album You Are Free zum Soundtrack des Films Zerrissene Umarmungen des spanischen Regisseurs Pedro Almodóvar. Des Weiteren trat sie im Vorprogramm auf der Welttournee von Lana del Rey auf.

## Diskografie

### Alben
- 1995: Dear Sir (Plain Records)
- 1996: Myra Lee (Smells Like Records)
- 1996: What Would the Community Think (Matador Records)
- 1998: Moon Pix (Matador Records)
- 2000: The Covers Record (Matador Records)

| Jahr | Titel Musiklabel                                                         | Höchstplatzierung, Gesamtwochen, AuszeichnungChartplatzierungen (Jahr, Titel, Musiklabel, Platzierungen, Wochen, Auszeichnungen, Anmerkungen) | Höchstplatzierung, Gesamtwochen, AuszeichnungChartplatzierungen (Jahr, Titel, Musiklabel, Platzierungen, Wochen, Auszeichnungen, Anmerkungen) | Höchstplatzierung, Gesamtwochen, AuszeichnungChartplatzierungen (Jahr, Titel, Musiklabel, Platzierungen, Wochen, Auszeichnungen, Anmerkungen) | Höchstplatzierung, Gesamtwochen, AuszeichnungChartplatzierungen (Jahr, Titel, Musiklabel, Platzierungen, Wochen, Auszeichnungen, Anmerkungen) | Höchstplatzierung, Gesamtwochen, AuszeichnungChartplatzierungen (Jahr, Titel, Musiklabel, Platzierungen, Wochen, Auszeichnungen, Anmerkungen) | Anmerkungen                             |
| Jahr | Titel Musiklabel                                                         | DE | AT | CH | UK | US | Anmerkungen                             |
| ---- | ------------------------------------------------------------------------ | --- | --- | --- | --- | --- | --------------------------------------- |
| 2003 | You Are Free Matador Records                                             | — | — | — | — | US105 (4 Wo.)US | Erstveröffentlichung: 17. Februar 2003  |
| 2006 | The Greatest Matador Records                                             | DE72 (2 Wo.)DE | — | CH57 (6 Wo.)CH | UK45 Silber · (1 Wo.)UK | US34 (6 Wo.)US | Erstveröffentlichung: 20. Januar 2006   |
| 2008 | Jukebox Matador Records                                                  | DE18 (5 Wo.)DE | AT40 (3 Wo.)AT | CH20 (9 Wo.)CH | UK32 (3 Wo.)UK | US12 (7 Wo.)US | Erstveröffentlichung: 18. Januar 2008   |
| 2012 | Sun Matador Records                                                      | DE19 (3 Wo.)DE | AT21 (2 Wo.)AT | CH9 (5 Wo.)CH | UK33 (1 Wo.)UK | US10 (6 Wo.)US | Erstveröffentlichung: 31. August 2012   |
| 2018 | Wanderer Domino Records                                                  | DE18 (3 Wo.)DE | AT21 (3 Wo.)AT | CH11 (5 Wo.)CH | UK29 (1 Wo.)UK | US96 (1 Wo.)US | Erstveröffentlichung: 5. Oktober 2018   |
| 2022 | Covers Domino Records                                                    | DE17 (1 Wo.)DE | AT23 (1 Wo.)AT | CH12 (3 Wo.)CH | — | — | Erstveröffentlichung: 14. Januar 2022   |
| 2023 | Cat Power Sings Dylan: The 1966 Royal Albert Hall Concert Domino Records | DE22 (2 Wo.)DE | AT14 (3 Wo.)AT | CH20 (6 Wo.)CH | — | — | Erstveröffentlichung: 10. November 2023 |

### Soundtracks
- 2021: Flag Day (Soundtrack, mit Eddie Vedder & Glen Hansard)

### EPs
- 2002: New and Old Songs (Matador Records)
- 2006: An Album Club Exclusive (Matador Records)
- 2006: Live Session (Matador Records)
- 2008: Dark End of the Street (Matador Records)

### Singles
- 1994: Headlights (The Making Of Americans)
- 1996: Nude as the News (Matador Records)
- 2000: Undercover (Undercover Inc.)
- 2000: Sea of Love (US: Gold)
- 2002: He War (Matador Records)
- 2003: Free (Matador Records)
- 2006: The Greatest (Matador Records)
- 2006: Could We (Matador Records)
- 2006: Lived in Bars (Matador Records)
- 2006: Living Proof (Matador Records)
- 2008: New York (Matador Records)
- 2008: Song to Bobby (Matador Records)
- 2018: What the World Needs Now (Domino Record)

### Videoalben
- 2004: Speaking for Trees

## Filmografie
- 2007: My Blueberry Nights